# James Spader
James Todd Spader (Boston, 7 de fevereiro de 1960) é um ator americano.
Vencedor do Emmy do Primetime de melhor ator em série dramática e indicado três vezes ao Globo de Ouro, Spader é mais conhecido por seus papéis em filmes como Avengers: Age of Ultron e Sex, Lies, and Videotape (pelo qual recebeu o Prémio de interpretação masculina no Festival de Cannes) Stargate e Secretary, assim como no papel principal das séries de televisão Boston Legal e The Blacklist, além de ter feito parte do elenco principal da oitava temporada de The Office.

## Carreira
Spader frequentou a "The Pike School", onde sua mãe ensinava artes e a "Brooks School", em North Andover, no estado de Massachusetts, onde seu pai, Todd, dava aulas. A família vivia no campus e Spader é um dos mais famosos ex-residentes da escola. Mais tarde, ele estudou na Phillips Academy, mas deixou de ir às aulas no segundo ano do 2º grau para seguir carreira como ator em NY.
James Spader conheceu sua primeira esposa, Victoria, enquanto trabalhava em um estúdio de ioga, logo depois de ter se mudado para Nova Iorque, no começo da década de 1980. Ela frequentemente viajava com ele, seja para locais de gravação ou pelas estradas. Eles se casaram em 1987 e tiveram dois filhos, Sebastian e Elijah. James e Victoria Spader divorciaram-se em 2004.
Conhecido por seu domínio do yuppie cínico, com preferências sexuais incomuns, James Spader estreou em Pretty in Pink. Também interpretou Alan Shore, o principal do novo elenco que foi colocado na série The Practice, da ABC, que o criador do programa, David E. Kelley, chamou em 2003 (pelo qual recebeu um Emmy do Primetime de melhor ator em série dramática). Logo depois, Spader recebeu o papel principal no spin-off do programa, Boston Legal, pelo qual recebeu um Emmy do Primetime de melhor ator em série dramática em 2005, tornando-se assim um dos poucos atores a receberem Emmys consecutivos por interpretar o mesmo personagem em duas séries diferentes (outro sendo o ator co-principal da série, William Shatner).
Em outubro de 2006 Spader narrou China Revealed, o primeiro epísódio da série de documentários Discovery Atlas, do Discovery Channel.
Spader interpretou o vilão Ultron na continuação de Os Vingadores, que foi lançada no dia 22 de abril de 2015, com o nome de Vingadores: A Era de Ultron.
A partir de 2013, faz parte do elenco da série The Blacklist, que teve sua estreia em setembro, da emissora NBC, interpretando Raymond Reddington, um dos criminosos mais procurados pelo FBI, que resolve se entregar. Spader atua ao lado da atriz Megan Boone, que interpreta a agente Elizabeth Keen.

## Filmografia
| - 1981 - Endless Love - 1985 - The New Kids - 1985 - Tuff Turf - 1985 - Starcrossed - 1986 - Pretty in Pink - 1987 - Baby Boom - 1987 - Less Than Zero - 1987 - Mannequin - 1987 - Wall Street - 1988 - Jack's Back - 1989 - The Rachel Papers - 1989 - Sex, Lies, and Videotape - 1990 - Bad Influence - 1990 - White Palace - 1991 - True Colors - 1992 - Bob Roberts - 1992 - Storyville - 1993 - The Music of Chance - 1994 - Dream Lover | - 1994 - Wolf - 1994 - Stargate - 1996 - 2 Days in the Valley - 1996 - Crash - 1997 - Keys to Tulsa - 1997 - Driftwood - 1997 - Critical Care - 1998 - Seinfeld ( 1 episódio) - 1999 - Curtain Call - 2000 - Supernova - 2000 - Slow Burn - 2000 - The Watcher - 2001 - Speaking of Sex - 2001 - The Stickup - 2002 - Secretary - 2003 - I Witness - 2003 - Alien Hunter - 2003 - The Pentagon Papers - 2004 - Shadow of Fear - 2004/2008 - Boston Legal - 2006 - Discovery Atlas - 2009 - Shorts - 2011/2012 - The Office - 2012 - Lincoln - 2013/2023 - The Blacklist - 2014 - The Homesman - 2015 - The Avengers: Age of Ultron |